# Henry Roujon
Henry Roujon, född den 1 september 1853 i Paris, död den 1 juni 1914, var en fransk ämbetsman.
Roujon blev 1876 anställd i departementet för allmänna undervisningen och var 1891–1903 direktör för de sköna konsterna. Han blev 1903 
konstakademiens ständige sekreterare och invaldes 1911 i Franska akademien. Roujon medarbetade i tidningar (bland annat i "Le Temps" och "Le Figaro") och tidskrifter.